# Juliane Dube
Juliane Dube (* 1985) ist eine deutsche Germanistin.

## Leben
Dube legte an der Universität Duisburg-Essen 2009 das Staatsexamen für Haupt-, Real- und Gesamtschule (Deutsch/Sozialwissenschaften) und 2015 das 2. Staatsexamen für Haupt-, Real- und Gesamtschule (Deutsch/Sozialwissenschaften) ab. Danach war sie unter anderem als Vertretungsprofessorin an der Universität Duisburg-Essen, Lehrerin an der Nelson-Mandela-Schule in Bochum und wissenschaftliche Mitarbeiterin am Lehrstuhl von Steffen Gailberger an der Bergischen Universität Wuppertal tätig. Seit 2023 ist sie Professorin für Germanistische Literatur- und Mediendidaktik an der Justus-Liebig-Universität Gießen.
Ihre Forschungsschwerpunkte sind literarisches Lernen mit (interkultureller) (Kinder- und Jugend), Literatur und Medien in der Grund- und Sekundarschule, Entwicklung und Förderung von Lesekompetenz und -motivation (im DaZ-Unterricht), Leseförderung und literarisches Lernen in inklusiven Kontexten, fachdidaktische Entwicklungsforschung (Design Based Research), qualitative und quantitative Erhebungs- und Auswertungsverfahren und Lehrwerksanalysen.

## Schriften (Auswahl)
- mit Janina Herrmann: Gottfried, Keller. Kleider machen Leute. Cornelsen, Berlin 2013, ISBN 978-3-06-062926-8.
- mit Anna Beugold, Janina Herrmann: Antigone.Text – Erläuterungen – Materialien. Berlin 2013.
- mit Anna Beugold, Janina Herrmann: Sophokles. Antigone. Kopiervorlagen. Berlin 2014.
- „Ich kann jetzt besser lesen“ – Konzeption, Transfer und Evaluation eines Recreational Reading Programs in der Sekundarstufe I. Zugl. Dissertation. Schneider Verlag Hohengehren, Bartmannsweiler 2014, ISBN 978-3-8340-1388-0.
- mit Carolin Führer: Balladen. Didaktische Grundlagen und Unterrichtspraxis. UTB, Tübingen 2020; 2. überarb. und erw. Aufl. 2023, ISBN 978-3-8252-6106-1.